# 曼基夫卡 (伯沙德區)
48°28′55″N 29°37′41″E / 48.48194°N 29.62806°E
曼基夫卡（烏克蘭語：Маньківка），是烏克蘭的村落，位於該國西南部文尼察州，由海辛區負責管轄，始建於1600年，面積31.1平方公里，海拔高度172米，2001年人口1,567，人口密度每平方公里50.39人。